# Lissocarpa
Lissocarpa es un género con 8 especies aceptadas de plantas de flores perteneciente a la familia Ebenaceae; es endémico de Suramérica tropical

## Taxonomía
El género fue descrito por George Bentham y publicado en Genera Plantarum 2(2): 667, 671. 1876. La especie tipo es: Lissocarpa benthamii Gürke

## Especies aceptadas
A continuación se brinda un listado de las especies del género Lissocarpa aceptadas hasta febrero de 2014, ordenadas alfabéticamente. Para cada una se indica el nombre binomial seguido del autor, abreviado según las convenciones y usos.
- Lissocarpa benthamii Gürke
- Lissocarpa guianensis Gleason
- Lissocarpa jensonii R.Vásquez
- Lissocarpa kating B.Walln.
- Lissocarpa ronliesneri B.Walln.
- Lissocarpa stenocarpa Steyerm.
- Lissocarpa tetramera (Rusby) P.E.Berry
- Lissocarpa uyat B.Walln.